# Freyus
Freyus là một chi bọ cánh cứng thuộc họ Scarabaeidae.